# اعفير
توجد بلدية اعفير بدائرة دلس ولاية بومرداس الجزائرية، وهي بلدية تعدادها السكاني حوالي 13000 مواطن يمارس معظمهم الفلاحة كون هذه البلدية لها موقع وأراضي جيدة لهذا الغرض، تتبع إليها عدة قرى، وقرية بومعطي أكبرها مساحة وسكانا.

## الزوايا
- «زاوية سيدي أمحمد السعدي».

## الملاعب
يضم إقليم هذه البلدية العديد من ملاعب كرة القدم، منها:
1. ملعب أعفير (الإحداثيات: 36°50′30″N 3°59′02″E / 36.8415411°N 3.98387°E)

## مواضيع ذات صلة
- بلديات ولاية بومرداس
- دوائر ولاية بومرداس